# Semantična mreža
Semantična mreža je mreža, ki predstavlja semantične relacije med različnimi koncepti. Je zelo primeren model predstavitve znanja, saj je večini ljudi razumljiva, prav tako pa se lahko uporablja v računalniških sistemih ter pri razvijanju umetne inteligence. Znanje je predstavljeno z medsebojno povezanimi vozli, ki označujejo koncepte. Povezave med vozli pa označujejo relacije med koncepti.
Preprost primer semantične mreže je lahko hierarhično drevo (živalski ali rastlinski sistem), kjer so na višjih ravneh predstavljeni splošni koncepti, na nižjih pa specifični primeri teh konceptov.

## Zgodovina
Semantične mreže so se že od nekdaj uporabljale v filozofiji, psihologiji in jezikoslovju, kot posredniški jezik pri strojnem prevajanju pa jih je razvil Richard H. Richens z Univerze Cambridge leta 1956.

## Primera semantičnih mrež:
WordNet
Dober primer semantične mreže je Wordnet. To je leksikalna podatkovna baza angleškega jezika, v kateri so besede razporejene v nize sopomenk oziroma synset-e. Wordnet nam ponuja kratke splošne definicije besed, hkrati pa nam prikazuje tudi semantične relacije med synset-i. Najbolj pogoste semantične relacije so sinonimija (izraža enakost med elementi množic A in B), antonimija (članstvo v množicah A in B se medsebojno izključuje), hipernimija (množica A je nadrejena množici B), hiponimija (množica A je podrejena množici B), meronimija (množica A je del množice B) in holonimija (množica B je del množice A).
Lexipedia
Lexipedia je spletna vizualna semantična mreža s funkcionalnostjo slovarja in tezavra. V Lexipedii so besede in njihove semantične relacije prikazane v animirani vizualni besedni mreži. Vsebuje tudi razširjeno različico angleškega Wordneta in podpira angleški, nemški, francoski, italijanski, španski in nizozemski jezik.